# NGC 4603B
NGC 4603B је спирална галаксија у сазвежђу Кентаур која се налази на NGC листи објеката дубоког неба.
Деклинација објекта је - 41° 4' 12" а ректасцензија 12h 40m 29,6s. Привидна величина (магнитуда) објекта NGC 4603 износи 14,7 а фотографска магнитуда 15,5. NGC 4603B је још познат и под ознакама ESO 322-48, DCL 114, PGC 42460.